# Xitsonga

Anteil der Xitsongasprecher in Südafrika (2011)

Dichte der Xitsongasprecher in Südafrika (2011)

Xitsonga oder Tsonga (auch Thonga, Shangaan und Shangani) ist eine Bantusprache und wird vor allem von der Ethnie der Tsonga verwendet.
Sie wird von insgesamt vier Millionen Menschen gesprochen und ist in den südafrikanischen Provinzen Limpopo und Mpumalanga und angrenzenden Gebieten Simbabwes sowie in Süd-Mosambik teils als Lingua franca verbreitet.
Als Muttersprache verwenden 3,18 Prozent der über 15-jährigen südafrikanischen Bevölkerung Xitsonga (Stand 2015).
Die Sprache gliedert sich in die Hauptdialekte Ronga, Tonga, Tswa und Inhambe. Es existiert keine einheitliche Standardsprache. Ende des 19. bis Anfang des 20. Jahrhunderts erfolgte eine getrennte Verschriftung von Ronga, Tonga und Tswa im lateinischen Alphabet. 1878 erschien das erste religiöse Werk in Tsonga.
Xitsonga bzw. Shangani ist Amtssprache in Südafrika und Simbabwe.

## Textbeispiel
Vaterunser im Tsonga:
Tata wa hina la nge matilweni,
vito ra wena a ri hlawuleke;
a ku te ku fuma ka wena;
ku rhandza ka wena a ku endliwe misaveni,
tanihi loko ku endliwa tilweni.
U hi nyika namuntlha vuswa bya hina bya siku rin'wana ni rin'wana;
u hi rivalela swidyoho swa hina,
tanihi loko na hina hi rivalela lava hi dyohelaka;
u nga hi yisi emiringweni,
kambe u hi ponisa eka Lowo biha,
Amen.